# Paderup
Paderup is een plaats in de Deense regio Midden-Jutland, gemeente Randers, en telt ca 200 inwoners (2008).
- Library of Congress Control Number: n82097809
- Nationale Bibliotheek van Israël: 987007555148505171
- Virtual International Authority File: 132547203